# Doronicum turkestanicum
Doronicum turkestanicum là một loài thực vật có hoa trong họ Cúc. Loài này được Cavill. mô tả khoa học đầu tiên năm 1911.